# 上茄苳埤
上茄苳埤，是臺灣的一座埤塘，橫跨台南市後壁區與白河區兩行政區，與林初埤、將軍埤的水域，因位於埤塘旁普陀禪寺供奉著南海觀世音菩薩，使這片水域又稱為小南海，或稱永安水庫，屬於嘉南水利系統的防洪灌溉用埤塘，為白河水庫下游水系集結而形成，由行政院農業委員會農田水利署嘉南管理處管理，並發展觀光，設有小南海風景區。